# La Chapelle-Gonaguet
La Chapelle-Gonaguet (okzitanisch: La Chapela de Gonaguet) ist eine französische Gemeinde mit 1.058 Einwohnern (Stand: 1. Januar 2022) im Département Dordogne in der Region Nouvelle-Aquitaine; sie gehört zum Arrondissement Périgueux und zum Kanton Saint-Astier. Die Bewohner werden Chapelois und Chapeloises genannt.

## Geografie
La Chapelle-Gonaguet liegt etwa zehn Kilometer nordwestlich von Périgueux in der Landschaft Périgord. Die Nachbargemeinden von La Chapelle-Gonaguet sind Bussac im Norden, Château-l’Évêque im Osten, Chancelade im Süden und Südosten, Annesse-et-Beaulieu im Süden und Südwesten sowie Mensignac im Westen.

## Bevölkerungsentwicklung
| Jahr                      | 1962 | 1968 | 1975 | 1982 | 1990 | 1999 | 2006 | 2013 | 2020 |
| Einwohner                 | 348  | 307  | 331  | 421  | 703  | 863  | 1004 | 1077 | 1076 |
| Quelle: Cassini und INSEE |      |      |      |      |      |      |      |      |      |

## Sehenswürdigkeiten
- Kirche Saint-Michel aus dem 12. Jahrhundert, heutiges Gebäude aus dem 14./15. Jahrhundert, seit 2020 als Monument historique eingeschrieben
- Priorei von Merlande aus dem Jahre 1143, ehemaliges Priorat seit 1892 als Monument historique klassifiziert, Landgut des Priorats seit 2008 als Monument historique eingeschrieben
- Schloss Les Brunies aus dem 17./18. Jahrhundert
- Chartreuse des Landes aus dem 17. Jahrhundert

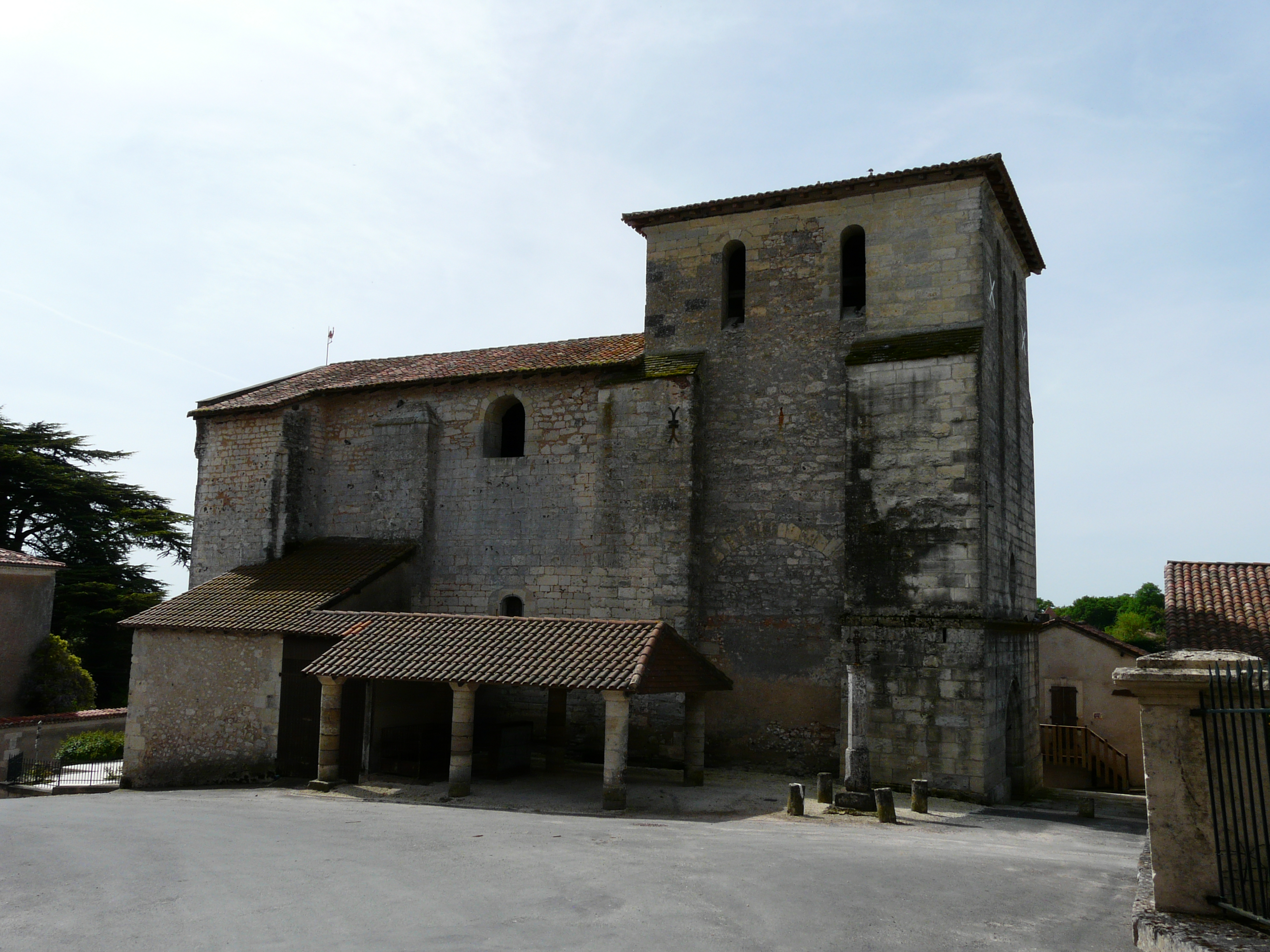
Kirche Saint-Michel
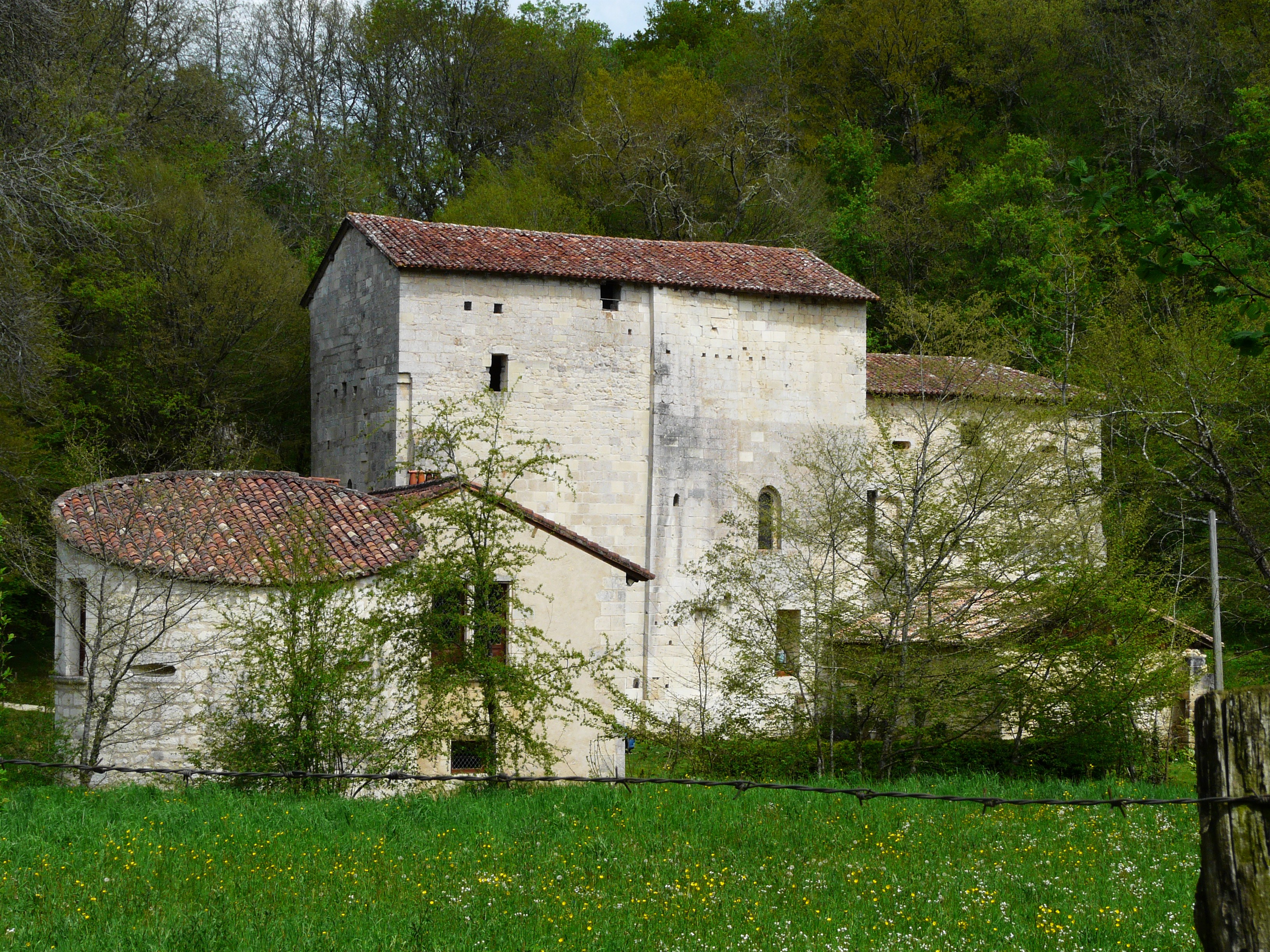
Priorei Merlande
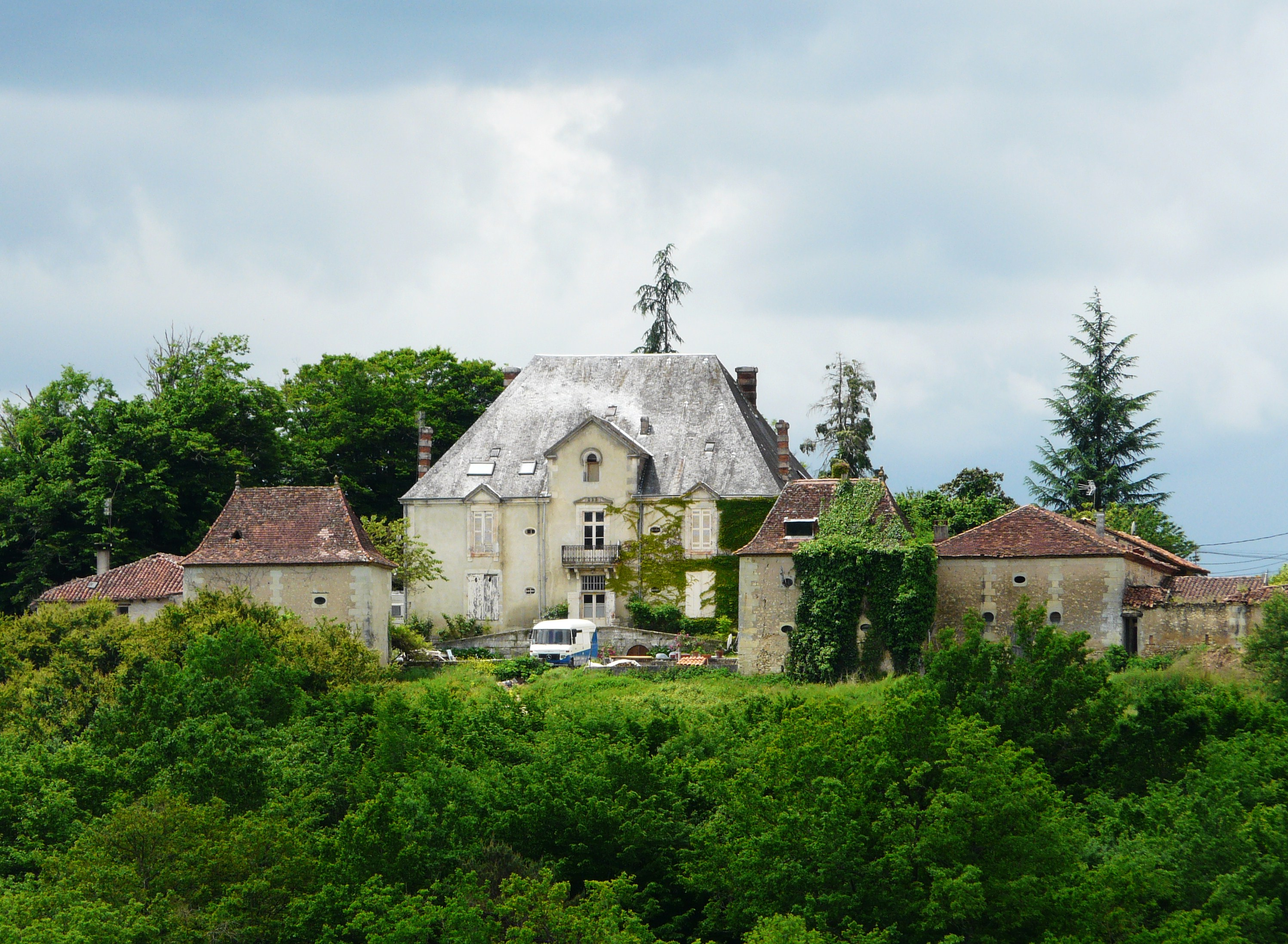
Schloss Les Brunies
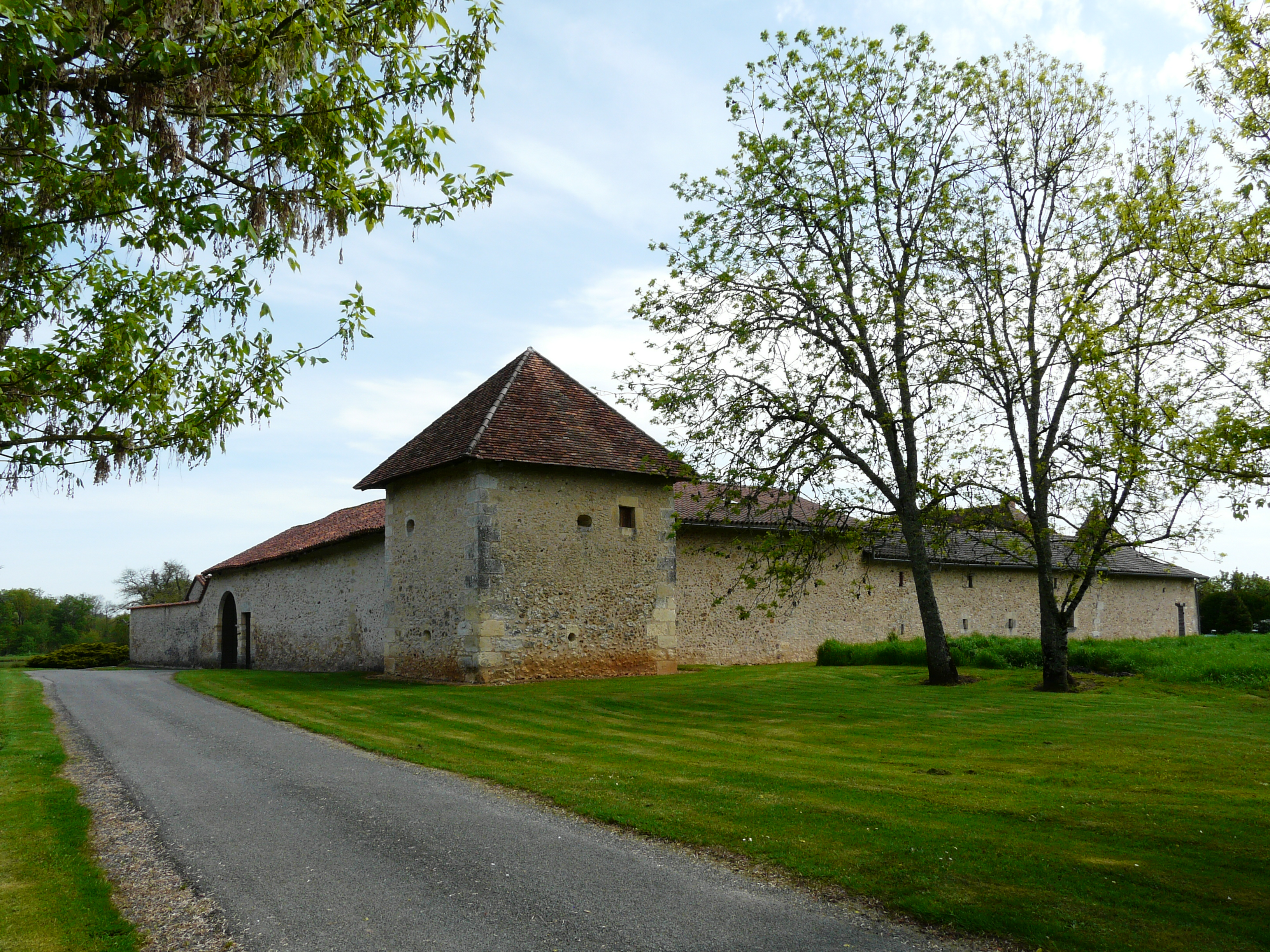
Chartreuse des Landes